# Trimethoprim/sulfamethoxazole
Trimethoprim/sulfamethoxazole (TMP/SMX), còn được gọi là co-trimoxazole cùng với một số những tên khác, là một loại kháng sinh được sử dụng để điều trị một loạt các bệnh do nhiễm khuẩn gây ra. Đây là một công thức kết hợp của hai chất đối kháng acid folic với tỷ lệ: một phần trimethoprim và năm phần sulfamethoxazole. Thuốc có thể được sử dụng cho nhiễm trùng đường tiết niệu, nhiễm trùng da MRSA, bệnh tiêu chảy của du khách, nhiễm trùng đường hô hấp, và bệnh tả, cùng với một số những bệnh khác. Chúng cũng có thể được sử dụng để điều trị và ngăn ngừa viêm phổi do Pneumocystis và Toxoplasmosis ở người nhiễm HIV/AIDS. Thuốc có thể được uống bằng miệng hoặc tiêm tĩnh mạch.
Các tác dụng phụ thường gặp bao gồm buồn nôn, nôn, phát ban và tiêu chảy.  Phản ứng dị ứng nặng và tiêu chảy do Clostridium difficile đôi khi sũng có thể xảy ra. Việc sử dụng thuốc vào giai đoạn gần cuối thai kỳ không được khuyến cáo. Chúng có vẻ an toàn để sử dụng trong thời gian cho con bú, miễn là em bé khỏe mạnh. TMP/SMX thường giúp tiêu diệt các vi khuẩn. Thuốc hoạt động bằng cách ngăn chặn việc tổng hợp và sử dụng folate bởi các vi sinh vật.
TMP/SMX lần đầu tiên được bán vào năm 1974. Nó nằm trong danh sách các thuốc thiết yếu của Tổ chức Y tế Thế giới, tức là nhóm các loại thuốc hiệu quả và an toàn nhất cần thiết trong một hệ thống y tế. TMP/SMX có sẵn dưới dạng thuốc gốc. và không tốn kém cho lắm. Tại Hoa Kỳ, giá của chúng là khoảng US $ 0,40 cho mỗi liều.